# 드미트리 보그먼

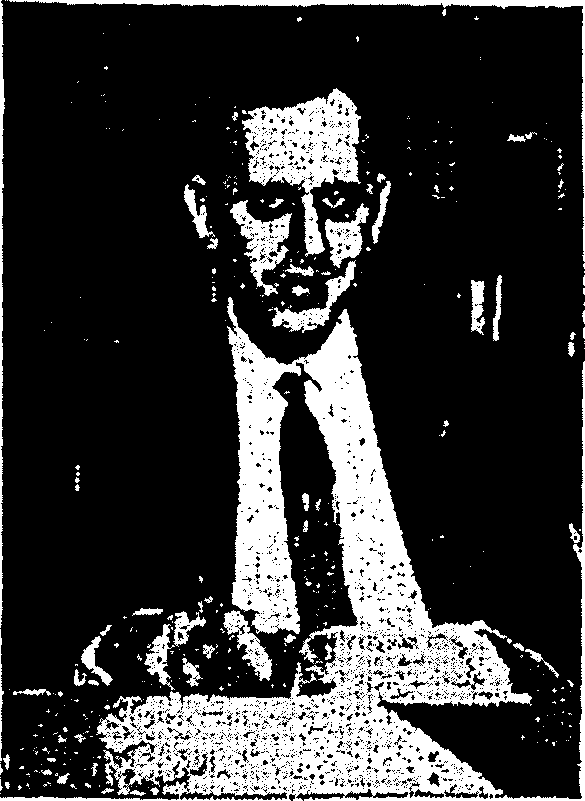
1964년 초상화

드미트리 알프레드 보그먼(Dmitri Alfred Borgmann, 1927년 10월 22일 ~ 1985년 12월 7일)은 "로골로지"라는 단어를 대중에게 널리 알리고 1965년 로골로지에 관한 책 《Language on Vacation: An Olio of Orthographical Oddities》의 저자로 널리 알려진 독일계 미국인이다. 그는 또한 1968년에는 《Word Ways: The Journal of Recreational Linguistics》란 학술지를 창간하기도 했다. 그는 멘사 회원이었고 독일-우크라이나계 출신이다. 그에게는 마크와 키스 두 아들이 있다.